# Hermafrodytyzm

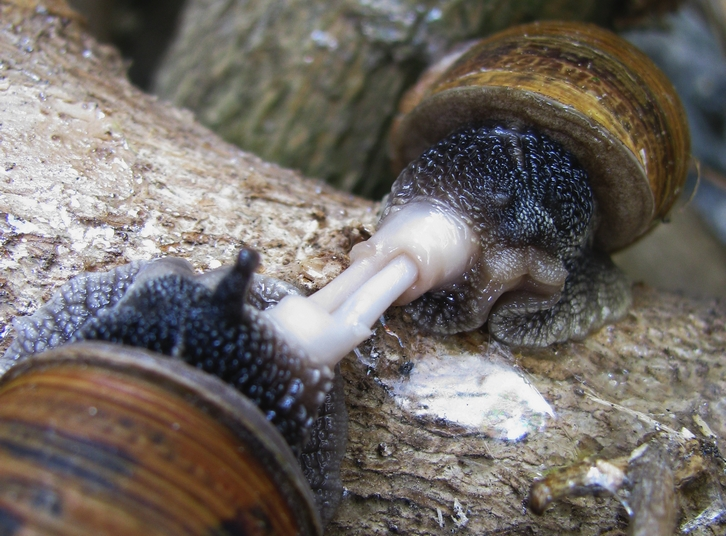
Kopulacja ślimaków z gatunku obojnaczego Cornu aspersum

Hermafrodytyzm, inaczej obojnactwo, dwupłciowość, obupłciowość, androgynia – zjawisko występowania w ciele jednego osobnika jednocześnie męskich i żeńskich gruczołów rozrodczych albo występowanie w jego ciele gruczołu obojnaczego wytwarzającego jaja i plemniki. Obojnactwo występuje często u zwierząt bezkręgowych i u roślin wyższych, rzadziej u kręgowców. U osobników hermafrodytycznych najczęściej zachodzi zapłodnienie krzyżowe, rzadziej samozapłodnienie – u roślin nazywane samopylnością.
Historycznie termin „hermafrodyta” był również używany do opisywania wieloznaczności genitaliów i gonadalnego mozaicyzmu u osobników gatunków rozdzielnopłciowych, zwłaszcza u człowieka. Pojęcie interpłciowości stało się preferowanym określeniem dla człowieka, ponieważ słowo „hermafrodyta” jest uważane za wprowadzające w błąd i stygmatyzujące,  jak również „naukowo zwodnicze i klinicznie problematyczne”.

## Etymologia
Termin wywodzi się od słowa łac. hermaphroditus, starogreckiego: ἑρμαφρόδιτος trb. ermaphroditos trl. e̔rmafróditos (hermaphroditos), co z kolei wywodzi się od Hermafrodyta, syna Hermesa i Afrodyty w greckiej mitologii. Według Owidiusza, połączył się z nimfą Salmacis, w wyniku czego powstała jedna osoba posiadająca cechy fizyczne płci męskiej i żeńskiej; według wcześniejszego Diodora Sycylijskiego, urodził się z ciałem fizycznym łączącym płcie męską i żeńską.
Słowo ang. hermaphrodite weszło do angielskiego słownictwa już pod koniec XIV wieku.

## Świat zwierząt
U zwierząt bezkręgowych obojnactwo jest spotykane dosyć często, u kręgowców zdecydowanie rzadziej. Hermafrodytami wśród zwierząt kręgowych są niektóre gatunki ryb (m.in. z rodziny strzępielowatych, wargaczowatych i prażmowatych). Szczególnie często występuje obojnactwo u bezkręgowców będących pasożytami wewnętrznymi, co związane jest z ich trybem życia.

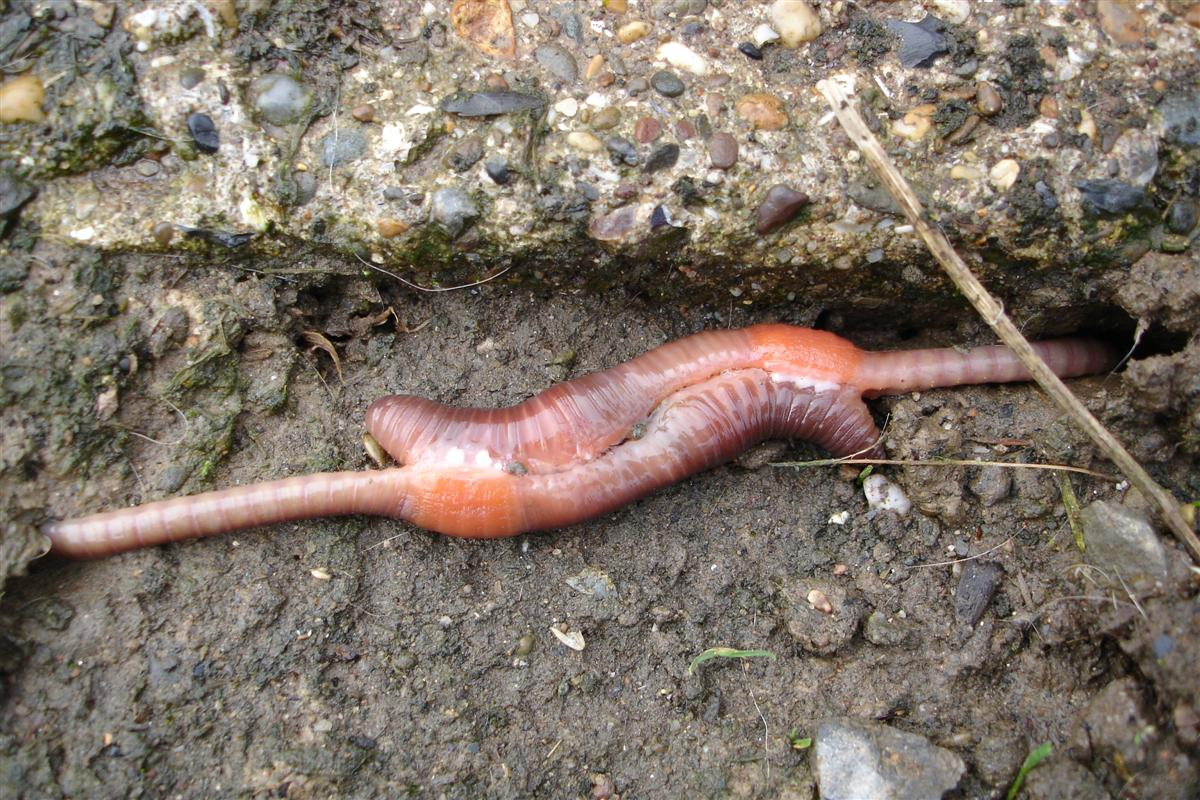
Dżdżownice są obojnakami równoczesnymi, mając zarówno męskie, jak i żeńskie organy rozrodcze.

Wyróżnia się kilka rodzajów obojnactwa u zwierząt:
- obojnactwo równoczesne – występuje przez cały czas życia danego osobnika. Tak jest np. u tasiemca, dżdżownicy, ślimaków lądowych[14].
- obojnactwo okresowe – występuje tylko w określonych fazach rozwojowych populacji. Tak się dzieje np. u mszyc i rozwielitek[15][16].
- obojnactwo potencjalne – polegające na tym, że gruczoły płciowe u danego osobnika mogą funkcjonować albo jako gruczoły męskie, albo gruczoły żeńskie, w zależności od różnych czynników u różnych gatunków. Może to być wiek osobnika, stan jego zdrowia, rodzaj spożywanego pokarmu i inne[17].
- obojnactwo następcze (protandria lub protogynia) – jeżeli dojrzewanie plemników i komórek jajowych u danego osobnika zachodzi nie równocześnie, lecz w bliskim, następującym po sobie czasie. Takie zjawisko występuje np. u ostryg[18][19].
- obojnactwo warunkowe – występuje tylko u osobników w szczególnych przypadkach. Jeżeli np. samcowi ropuchy usunie się jądra, to znajdujące się obok nich narządy Biddera zaczną funkcjonować jak jajniki samicy[20].
- obojnactwo pozorne – występuje u ssaków. Polega to na tym, że np. u samicy wykształcają się zewnętrzne cechy płciowe samca, ale jej gruczoły płciowe jajniki funkcjonują normalnie. To zjawisko występuje u krokut cętkowanych[21].

### Obojnactwo następcze
Obojnactwo następcze (ang. sequential hermaphroditism, czyli hermafrodytyzm sekwencyjny) występuje w gatunkach, u których osobnik rodzi się jako jedna płeć, ale może później zmienić się w płeć przeciwną. Jest to przeciwieństwo obojnactwa równoczesnego, gdzie osobnik może posiadać w pełni funkcjonalne męskie i żeńskie genitalia. Sekwencyjny hermafrodytyzm jest powszechny u ryb (szczególnie u ryb teleostowych) i wielu ślimaków (takich jak crepidula fornicata) oraz niektórych roślin okrytonasiennych. Obojnactwo następcze u roślin nazywane jest dichogamią.
Obojnactwo następcze można podzielić na trzy obszerne kategorie:
- Protandria – gdzie organizm rodzi się jako samiec, a następnie zmienia płeć w samicę[22].
  - Przykład: błazenki Amphiprion. Na ogół w jednym ukwiale znajduje się „harem”, składający się z dużej samicy, mniejszego samca reprodukcyjnego, i jeszcze mniejszych samców niereprodukcyjnych[24]. Jeśli samica zostanie usunięta, samiec rozrodczy zmieni płeć, a największy samiec niereprodukcyjny osiągnie dojrzałość i stanie się płodny[25].
- Protogynia – organizm rodzi się jako samica, a następnie zmienia płeć na męską[22].
  - Przykład: ryby z rodziny wargaczowatych.
- Obojnactwo dwukierunkowe (ang. Bidirectional Sex Changers) – organizm posiada żeńskie i męskie organy rozrodcze, ale zachowuje się jak samica lub samiec na różnych etapach życia[22].
  - Przykład: Lythrypnus dalli, ryba z rodzaju Lythrypnus. Po ustaleniu hierarchii społecznej ryba zmienia płeć zgodnie ze swoim statusem społecznym, niezależnie od płci początkowej, w oparciu o prostą zasadę: jeśli ryba wyraża zachowanie podporządkowane, wówczas zmienia płeć na żeńską, a jeśli ryba wyraża zachowanie dominujące lub niepodporządkowane, wówczas ryba zmienia płeć na męską[26].

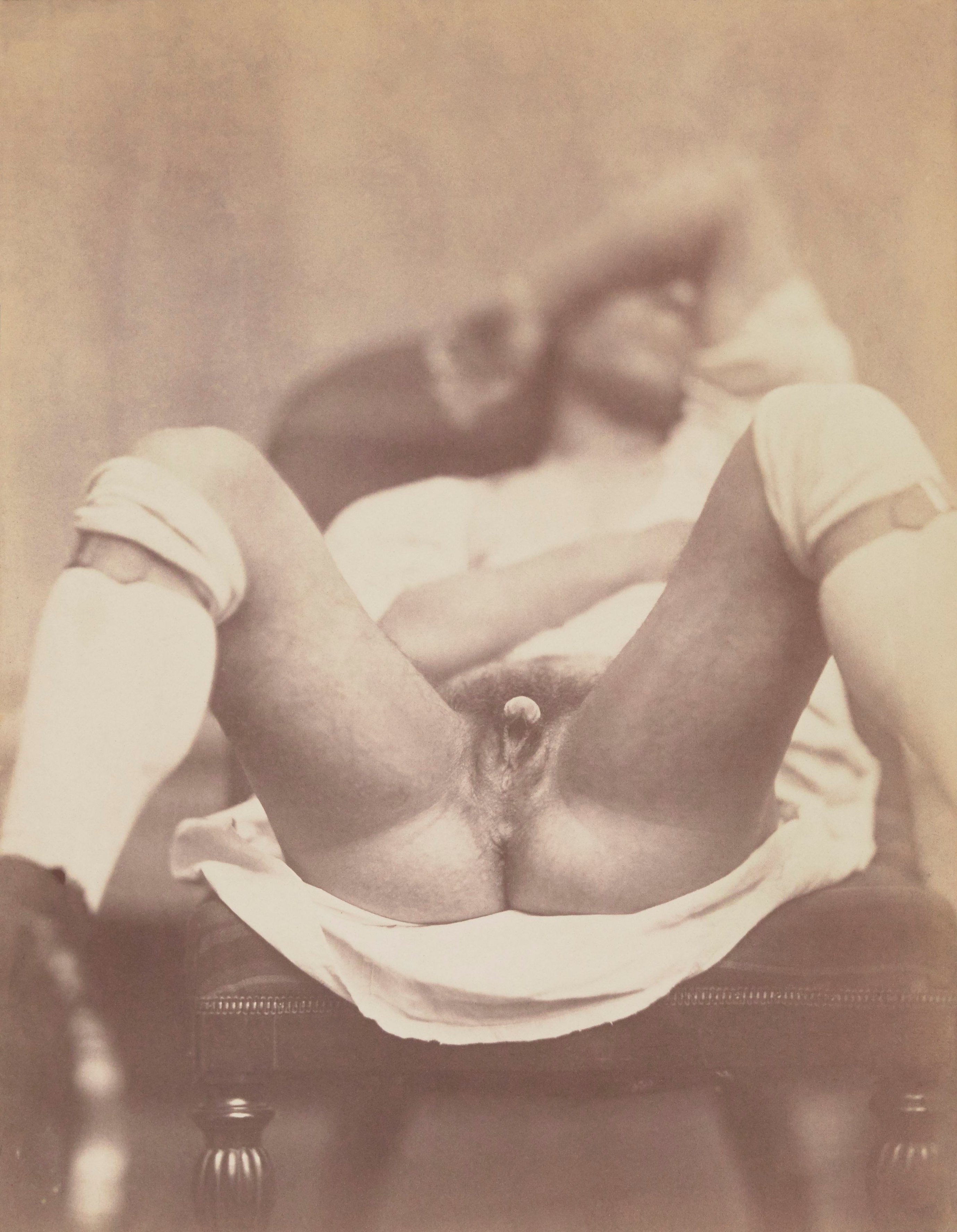
Fotografia autorstwa Nadara z 1860 r. przedstawiająca osobę interpłciową prezentującą genitalia, część serii złożonej z 9 zdjęć. Cykl ten może być najwcześniejszą medyczną dokumentacją fotograficzną osoby interpłciowej.

## U człowieka
Hermafrodyta był używanym w dawnej literaturze określeniem dla każdej osoby, której cechy fizyczne nie mieszczą się w kategoriach męskich lub żeńskich; przy czym niektórzy opowiadają się za zastąpieniem tego terminu przez interpłciowość (ang. intersex). Interpłciowość opisuje szeroką gamę kombinacji tego, co uważa się za męską i żeńską biologię. Biologia interpłciowa może obejmować na przykład niejednoznacznie wyglądające zewnętrzne genitalia, kariotypy obejmujące mieszane pary chromosomów XX i XY (mozaiki 46XX/46XY, 46XX/47XXY lub 45X/XY).
Klinicznie rzecz biorąc, medycyna obecnie opisuje osoby interpłciowe jako mające zaburzenia rozwoju płci, co jest terminem żywo kwestionowanym. Wynika to w szczególności ze związku pomiędzy terminologią medyczną a ingerencją medyczną. Organizacje społeczne zrzeszające osoby interpłciowe oraz wiele instytucji zajmujących się prawami człowieka skrytykowało interwencje medyczne służące uczynieniu ciał osób interpłciowych bardziej typowo męskimi lub żeńskimi.
Niektóre osoby interpłciowe, takie jak te z zespołem niewrażliwości na androgeny, na zewnątrz wyglądają całkowicie kobieco lub męsko, często nie zdaje sobie sprawy, że są interpłciowe. Inne rodzaje zaburzeń rozwoju płci są identyfikowane natychmiast po urodzeniu, ponieważ osoby z tym zaburzeniem mają narządy płciowe większe niż łechtaczka i mniejsze niż penis.
Niektórym ludziom historycznie przypisywano obojnactwo prawdziwe, jeśli ich tkanka gonadalna zawierała zarówno tkankę jądrową, jak i jajnikową, lub obojnactwo rzekome, jeśli ich wygląd zewnętrzny (fenotyp) odbiegał od płci przewidywanej na podstawie wewnętrznych gonad. Język ten wyszedł z użycia z powodu nieporozumień i pejoratywnych konotacji związanych z tymi terminami, a także z powodu przejścia do nomenklatury opartej na genetyce.

## Świat roślin

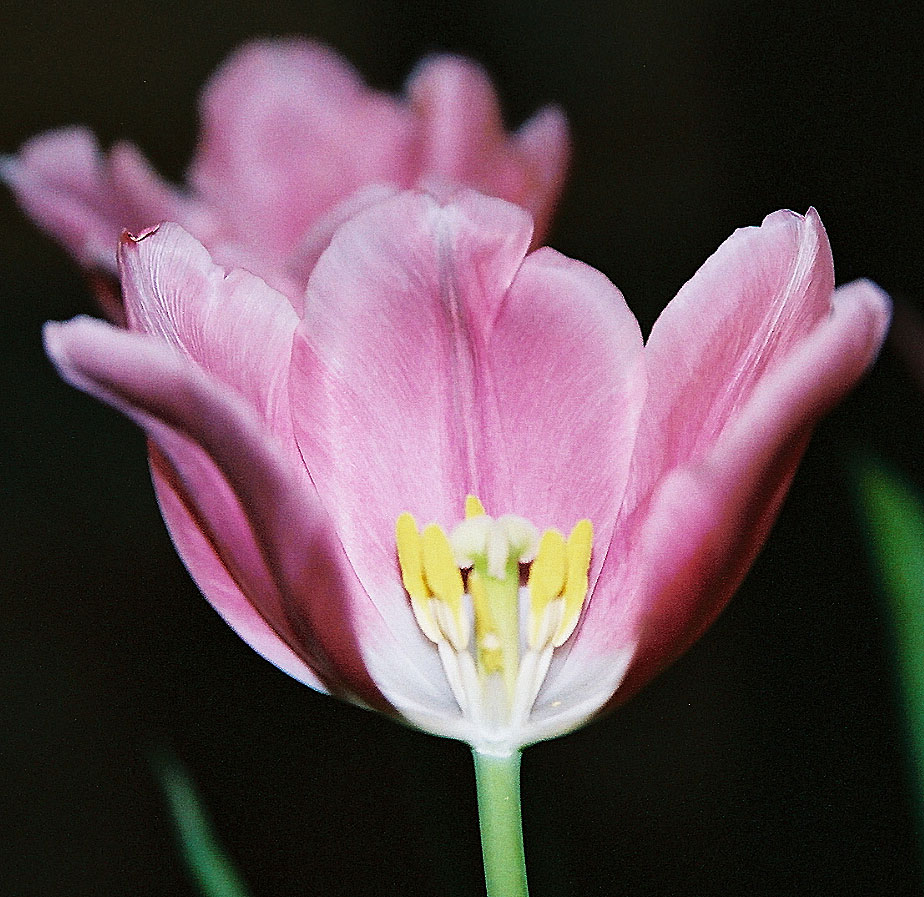
Obupłciowe kwiaty tulipana

U roślin osobniki obupłciowe rzadko nazywane są obojnaczymi (termin stosowany jest w odniesieniu głównie do zwierząt), ale w istocie rzeczy stanowią one większość roślin kwiatowych. Osobniki obupłciowe u roślin to te, które zawierają kwiaty obupłciowe, co zwane jest obupłciowością lub androgynią, a także te, które określa się mianem jednopiennych. W pierwszym wypadku na tej samej roślinie żeńskie (słupki) i męskie (pręciki) organy płciowe występują w tym samym kwiecie lub kwiatach. U roślin jednopiennych występują osobne kwiaty żeńskie (słupkowe) i męskie (pręcikowe), ale rozwijają się one na tej samej roślinie. Roślinami obupłciowymi jest znaczna większość roślin okrytonasiennych. Nie są nimi tylko rośliny dwupienne. Pomimo obecności pręcików i słupków na jednej roślinie i często w jednym kwiecie, do samozapylenia dochodzi tylko u niektórych gatunków. Wiele roślin o kwiatach obupłciowych chroni się przed samozapyleniem przez przedprątność, przedsłupność lub samoniezgodność (samobezpłodność).

## Hermafrodytyzm jako źródło rozdzielnopłciowości
Organizmy o obojnaczym układzie płciowym pojawiają się w tezach wyjaśniających zaistnienie rozdzielnopłciowości zarówno u roślin, jak i u zwierząt. Proces ten mógł przebiegać poprzez jeden lub kilka etapów pośrednich. W przypadku roślin uwzględniane stadia to m.in. gynodioecja (obecność w obrębie gatunku zarówno osobników obojnaczych jak i żeńskich), androdioecja (hermafrodyty oraz osobniki męskie), andromonoecja, monoecja, distylia lub subdioecja (hermafrodyty wraz z osobnikami męskimi i żeńskimi). W rozwoju rozdzielnopłciowości u zwierząt – wśród etapów pośrednich wymienia się hermafrodytyzm sekwencyjny (dychogamię), występujący obecnie wśród niektórych gatunków ryb. Początkowo okresowy rozdział funkcji żeńskich i męskich przyczynić się miał ostatecznie do selektywnego rozwoju organów jednego typu płci u poszczególnych osobników. Fizjologiczną pozostałość hermafrodytycznej ścieżki rozwojowej wykazuje bipotencjalna, niezróżnicowana gonada zarodkowa. Występuje ona zarówno u bezkręgowców, jak i kręgowców, i może się rozwinąć w postaci kilku wariantów układu płciowego. W przypadku kręgowców dodatkową obupłciową cechą jest obecność pierwotnych traktów gonadalnych, zarówno męskich jak i żeńskich (tzw. przewody Wolffa i Müllera), w każdym embrionie, niezależnie od wariantu chromosomów płciowych. Ponadto homologiczność organów płciowych osobników o płci męskiej i żeńskiej (np. klitoris i prącia) podawana jest jako morfologiczne świadectwo ich ewolucyjnego przeobrażenia z jednego organizmu o płci obojnaczej. W związku z powyższym, według niektórych badaczy, organizmy roślinne i zwierzęce, w tym także ludzkie, można postrzegać jako w pewnym stopniu obupłciowe (interpłciowe). Natomiast przypadki różnorodnych stadiów hermafrodytyzmu, spotykane współcześnie wśród kręgowców rozdzielnopłciowych, uznawane są za atawizm. Ponowne ukształtowanie się u nich pełnego obojnactwa uważa się za niemożliwe ze względu na obecną kombinację genów.